# Río Guaviyú
El Guaviyú es un río uruguayo, afluente del río Uruguay con su mayor recorrido en Paysandú.
Sobre sus costas, a unos 15 km de Quebracho, se encuentran las termas del mismo nombre que constituyen un centro turístico de importancia en la región